# Agnese Bonfantini
Agnese Bonfantini, née le 4 juillet 1999 à Verbania, est une footballeuse internationale italienne évoluant au poste d'avant-centre à l'ACF Fiorentina .

## Biographie

### En club
Bonfantini commence à jouer au football chez les jeunes avec le club piémontais Fondotoce quand elle avait six ans. Elle commence à participer à des matchs d'entraînement inter-équipes avec l'équipe masculine de Fondotoce, et poursuit sa formation inter-équipes lors de son transfert à Gravellona Toce en 2010. Elle s'éloigne pour la première fois de son Turin natal lorsqu'elle accepte de rejoindre les rangs des jeunes de l'Inter Milan en 2012, où elle passera les six années suivantes de sa carrière.
Bonfantini alterne ses apparitions entre les équipes Primavera et senior de l'Inter. Elle fait ses débuts en équipe senior de l'Inter à l'âge de seize ans, le 16 avril 2015. Il s'agit de sa première titularisation en équipe senior lors de la dernière journée de la saison 2014-15 de Serie B. Malgré ses longs états de service au club, Bonfantini ne réussit jamais à aider l'Inter à obtenir une promotion en Serie A. Elle est finalement transférée à l'AS Roma, club de première division nouvellement formé, à l'été 2018, ce qui lui donne l'occasion de faire ses débuts en Serie A.
Agnese Bonfantini s'est passionnée pour le football dès son plus jeune âge, décidant à 6 ans de rejoindre le Fondotoce, un club basé près de sa ville natale de Verbania, où elle a commencé à jouer avec les garçons dans ses formations mixtes. En 2010, elle est transférée à Gravellona Toce, où elle joue, toujours dans les formations mixtes, pendant deux autres saisons jusqu'à ce que, à l'âge de 12 ans, on lui propose un essai avec l'Inter Milan, sa première expérience dans une équipe entièrement féminine.

#### Inter Milan (2015-2018)
Après avoir convaincu le club de ses qualités, Bonfantini est signée par l'Inter Milan, où elle joue en équipe de jeunes avant de rejoindre l'équipe première. Elle fait ses débuts dans l'équipe première à l'âge de 16 ans lors de la saison 2014-2015. Le 26 avril 2015, elle est alignée par l'entraîneur Antonio Brustia comme titulaire lors du dernier match de Serie B où les Nerazzurre battent leurs adversaires Azalee 1-0.
Restée lié au club milanais au cours des trois prochaines saisons, la première s'est terminée à la troisième place dans le groupe A du championnat de Serie B, la deuxième touchant la promotion s'est terminée dans le groupe C deux points derrière Valpolicella, et à nouveau à la deuxième place dans la prochaine, trois points derrière Orobica, un résultat qui garantit encore l'accès de l'Inter Milan à la Serie B renouvelée tour unique terminé et marquant 36 buts sur 69 apparitions en championnat.

#### AS Roma (2018 à 2021)
En juillet 2018, elle passe en prêt de l'Inter Milan à l'AS Roma, la section féminine du club du même nom, qui reprend le titre sportif de la Res Roma pour accéder au championnat de Serie A 2018-2019. Avec le maillot romain, Bonfantini fait ses débuts dans la saison dès le premier jour, à San Polo d'Enza, le 22 septembre 2018, dans le match perdu par les Giallorossi par 3 buts à 2 face à leur adversaire Sassuolo. Son premier but en Serie A est inscrit lors du match contre Florentia S.G. le 27 octobre 2018, décisif dans le résultat final de 1-2 pour la Roma. Elle marque également son deuxième but (de 2-0) lors du match à domicile joué le 3 novembre 2018, contre Orobica, où les hôtes se sont alors imposés par 3 buts à 0.

#### Juventus (depuis 2021)
Le 5 juillet 2021, elle est transférée à la Juventus, dans un échange de marché impliquant l'ancienne joueuse de la Juventus, Benedetta Glionna.

## Palmarès
AS Roma :
- Coupe d'Italie : 2020-2021

Juventus :
- Championne d'Italie : 2021-2022
- Coupe d'Italie : 2021-2022
- Supercoupe d'Italie : 2021